# Myioborus
Myioborus é um género de aves da família Parulidae, tribo Parulini. O grupo inclui doze espécies de mariquitas, duas das quais com ocorrência no Brasil.

## Espécies
- Myioborus pictus
- Mariquita-cinza, Myioborus miniatus
- Mariquita-de-cabeça-parda, Myioborus castaneocapillus
- Myioborus brunniceps
- Myioborus pariae
- Myioborus albifacies
- Myioborus cardonai
- Myioborus torquatus
- Myioborus melanocephalus
- Myioborus ornatus
- Myioborus albifrons
- Myioborus flavivertex